# Габон на летних Олимпийских играх 1996
Габон принимал участие в Летних Олимпийских играх 1996 года в Атланте (США) в пятый раз за свою историю, но не завоевал ни одной медали. Страну представляли шесть мужчины и одна женщина.

## Бокс
Спортсменов — 2
| Соревнование | Спортсмены    | 1-й раунд                      | 2-й раунд            | Четвертьфинал        | Полуфинал            | Финал                | Место |
| Соревнование | Спортсмены    | Соперник Результат             | Соперник Результат   | Соперник Результат   | Соперник Результат   | Соперник Результат   | Место |
| ------------ | ------------- | ------------------------------ | -------------------- | -------------------- | -------------------- | -------------------- | ----- |
| до 51 кг     | Гай Боулингуй | Херменсен Балло (INA) пор. 2-6 | Завершил выступление | Завершил выступление | Завершил выступление | Завершил выступление |       |
| до 60 кг     | Джулио Мбумба | Леонард Дорофтей (ROU)         | Завершил выступление | Завершил выступление | Завершил выступление | Завершил выступление |       |

## Дзюдо
Спортсменов — 1
Женщины
| Спортсмен             | Категория | 1/16               | 1/8                              | 1/4                | 1/2                | 1-й доп. раунд            | Утешит. четвертьфинал | Утешит. полуфинал     | За 3 место            | Финал                 | Место |
| Спортсмен             | Категория | Соперник Результат | Соперник Результат               | Соперник Результат | Соперник Результат | Соперник Результат        | Соперник Результат    | Соперник Результат    | Соперник Результат    | Соперник Результат    | Место |
| --------------------- | --------- | ------------------ | -------------------------------- | ------------------ | ------------------ | ------------------------- | --------------------- | --------------------- | --------------------- | --------------------- | ----- |
| Мелани Энгоанг Нгуэма | До 66 кг  |                    | Анета Мария Щепаньска пор. иппон | Не прошла          | Не прошла          | Роуэна Суитмэн пор. иппон | Закончила выступление | Закончила выступление | Закончила выступление | Закончила выступление |       |

## Лёгкая атлетика
Спортсменов — 4
Мужчины
| Спортсмен                                                 | Вид              | Забег     | Забег | Четвертьфинал | Четвертьфинал | Полуфинал | Полуфинал | Финал     | Финал     |
| Спортсмен                                                 | Вид              | Результат | Место | Результат     | Место         | Результат | Место     | Результат | Место     |
| --------------------------------------------------------- | ---------------- | --------- | ----- | ------------- | ------------- | --------- | --------- | --------- | --------- |
| Патрик Мокки Раумбе                                       | 100 м            | 10,87     | 7     | Не прошёл     | Не прошёл     | Не прошёл | Не прошёл | Не прошёл | Не прошёл |
| Антуан Буссомбо                                           | 200 м            | 21,06     | 6     | Не прошёл     | Не прошёл     | Не прошёл | Не прошёл | Не прошёл | Не прошёл |
| Патрик Мокки Раумбе Антуан Буссомбо Шарль Тайо Эрик Эбанг | Эстафета 4х100 м | 39,97     | 5     | Не прошли     | Не прошли     | Не прошли | Не прошли | Не прошли | Не прошли |